# Friedhof Bergstedt
Der Friedhof Bergstedt ist eine Begräbnisstätte im gleichnamigen Hamburger Stadtteil, die dem Kirchenkreis Hamburg-Ost untersteht. Die postalische Anschrift lautet: Volksdorfer Damm 261, 22395 Hamburg. 

## Geschichte
Seit dem Bau der Bergstedter Kirche im 12. Jahrhundert wurden Verstorbene aus den Walddörfern auf dem dortigen Kirchhof beigesetzt. Nachdem dieser zu Beginn des 19. Jahrhunderts geringfügig erweitert, bald aber erneut zu klein geworden war, konnte Anfang der 1860er-Jahre jenseits der Bergstedter Chaussee ein größeres Gelände erworben werden. Die ersten Beisetzungen fanden im Juni 1864 statt, auf dem Kirchhof wurden seither keine Bestattungen mehr vorgenommen. Erst 1911 wurde eine Kapelle errichtet, 1928 eine Leichenhalle. Mehrfache Erweiterungen des Friedhofs, insbesondere in den Jahren 1935 und 1947, führten zur heutigen Größe von etwa 15 Hektar. Die Anzahl der Grabstellen liegt – Stand August 2024 – bei ca. 15.000.
Nach Plänen des Architekten Walter Ahrendt wurde die Kapelle Mitte der 1950er-Jahre durch einen Neubau ersetzt, der 1957 eingeweiht werden konnte. Modernisierungen erfolgten 1987 und 2004. Die Trauerhalle bietet Platz für etwa 200 Personen. Ein 2008 fertiggestellter Anbau hält Platz für weitere 40 Personen bereit. Neben diesem Anbau liegen die Verwaltungsräume.
Der Friedhof Bergstedt hat drei Zugänge: von der Bergstedter Chaussee, unmittelbar an der Haltestelle verschiedener Buslinien, vom Volksdorfer Damm und vom Osterkampstieg, wo sich Parkplätze befinden.
Die Beisetzungsmöglichkeiten umfassen Erd- und Urnenwahlgräber sowie verschieden gestaltete Urnengemeinschaftsgräber.
Die Kapelle sowie einige Grabstätten (Beisser, Henneberg und Schiefler) stehen unter Denkmalschutz.

## Impressionen

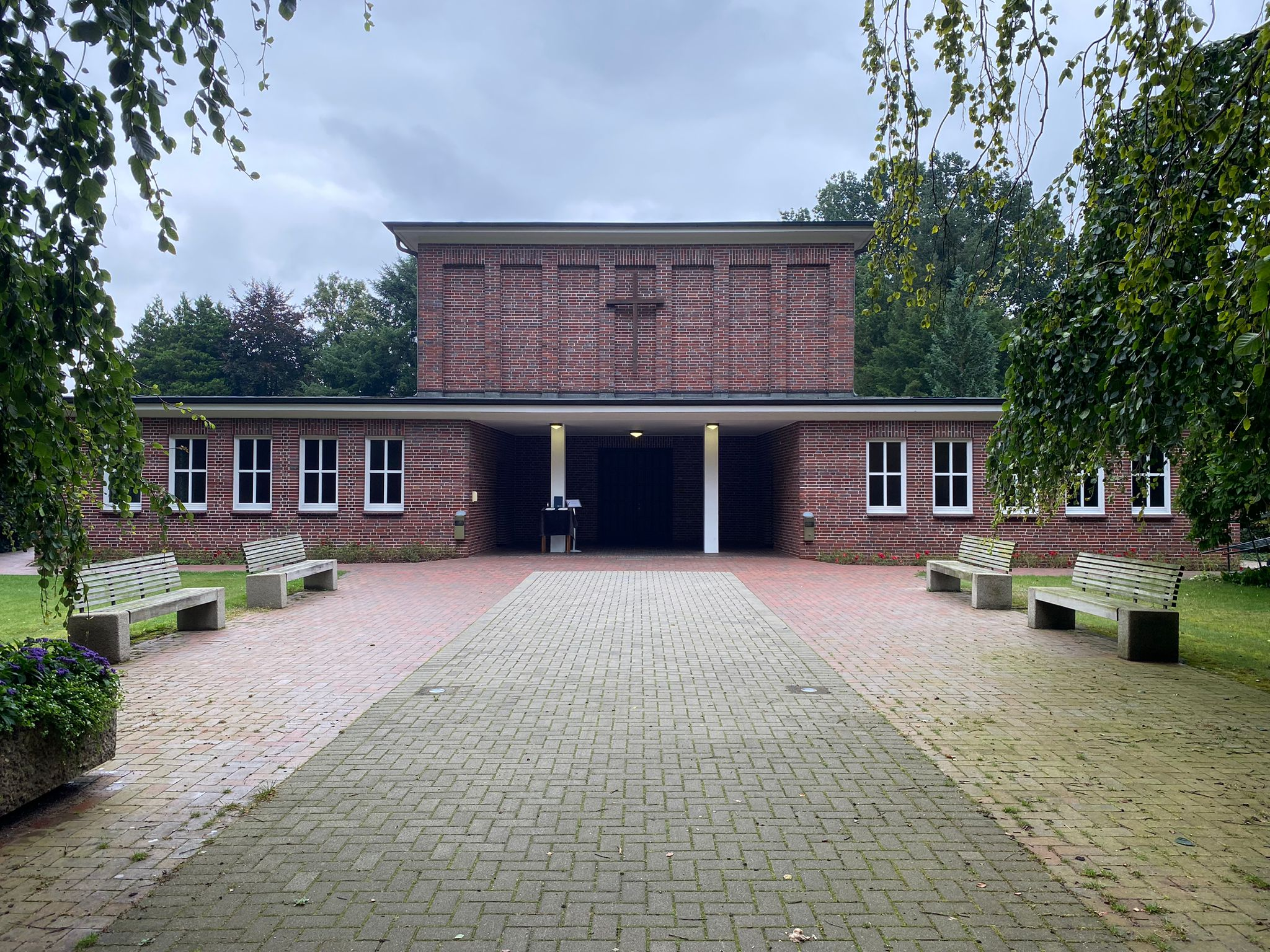
Große Feierhalle
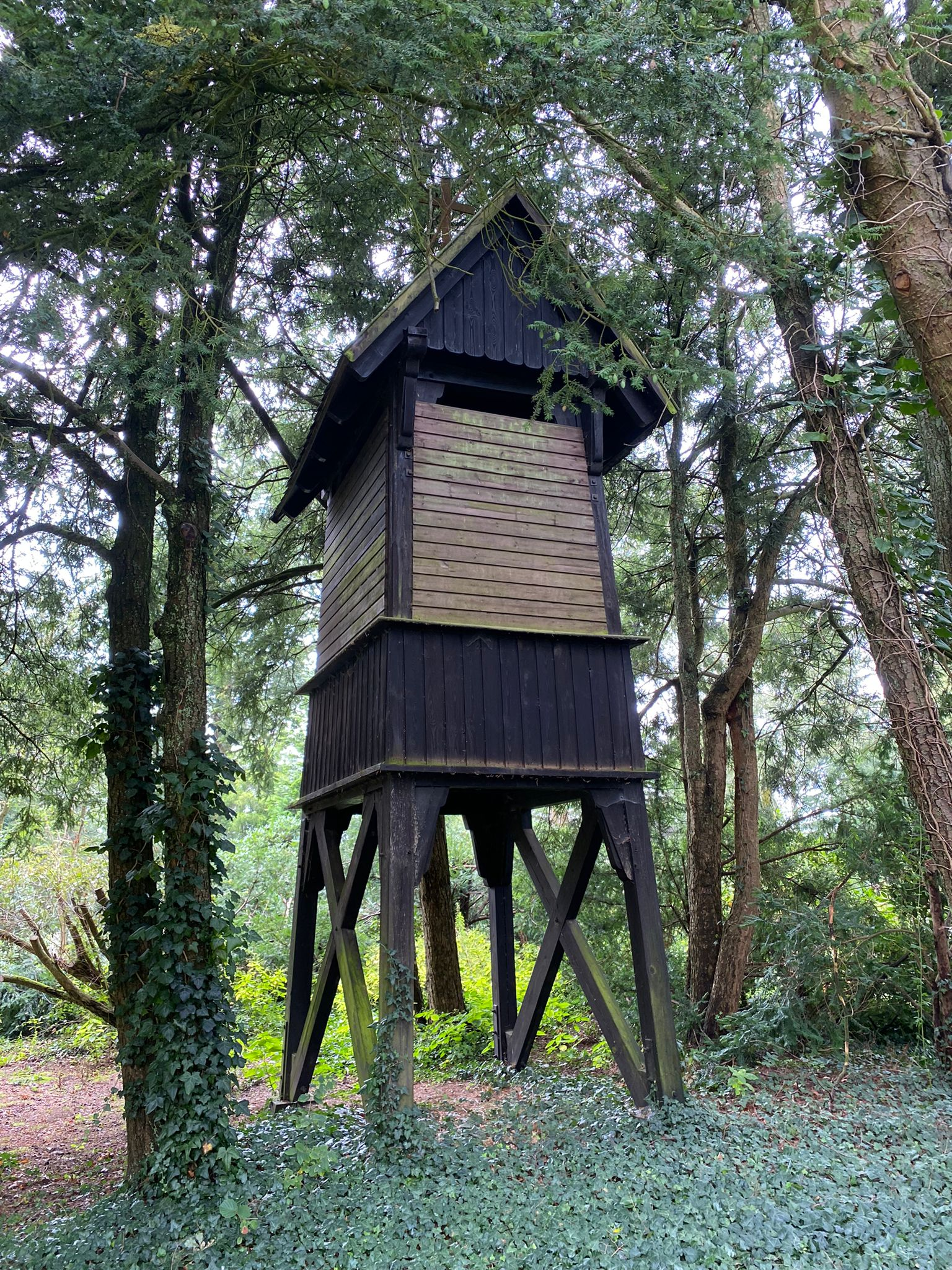
Glockenturm
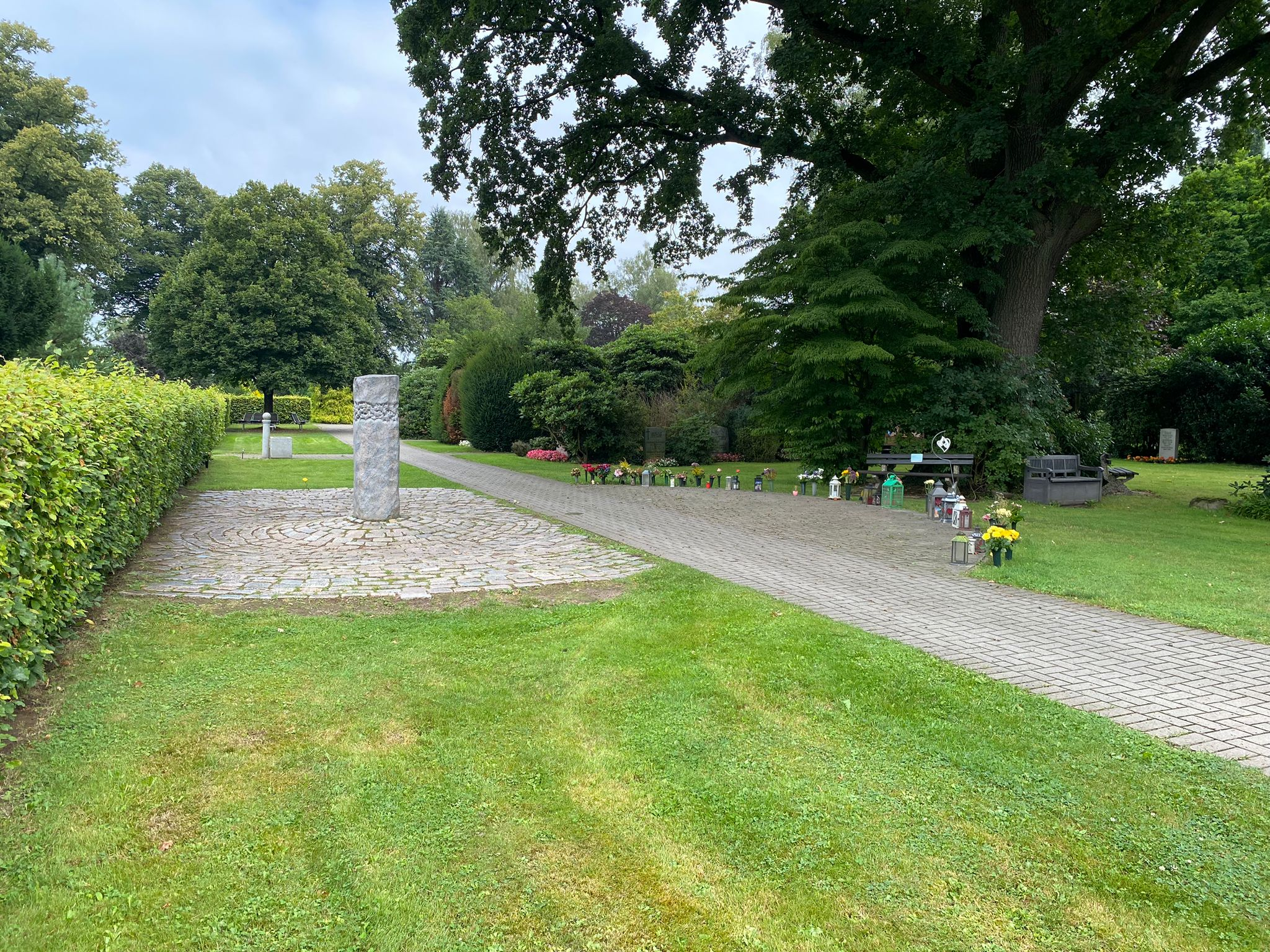
Urnengemeinschafts- Grabstätte
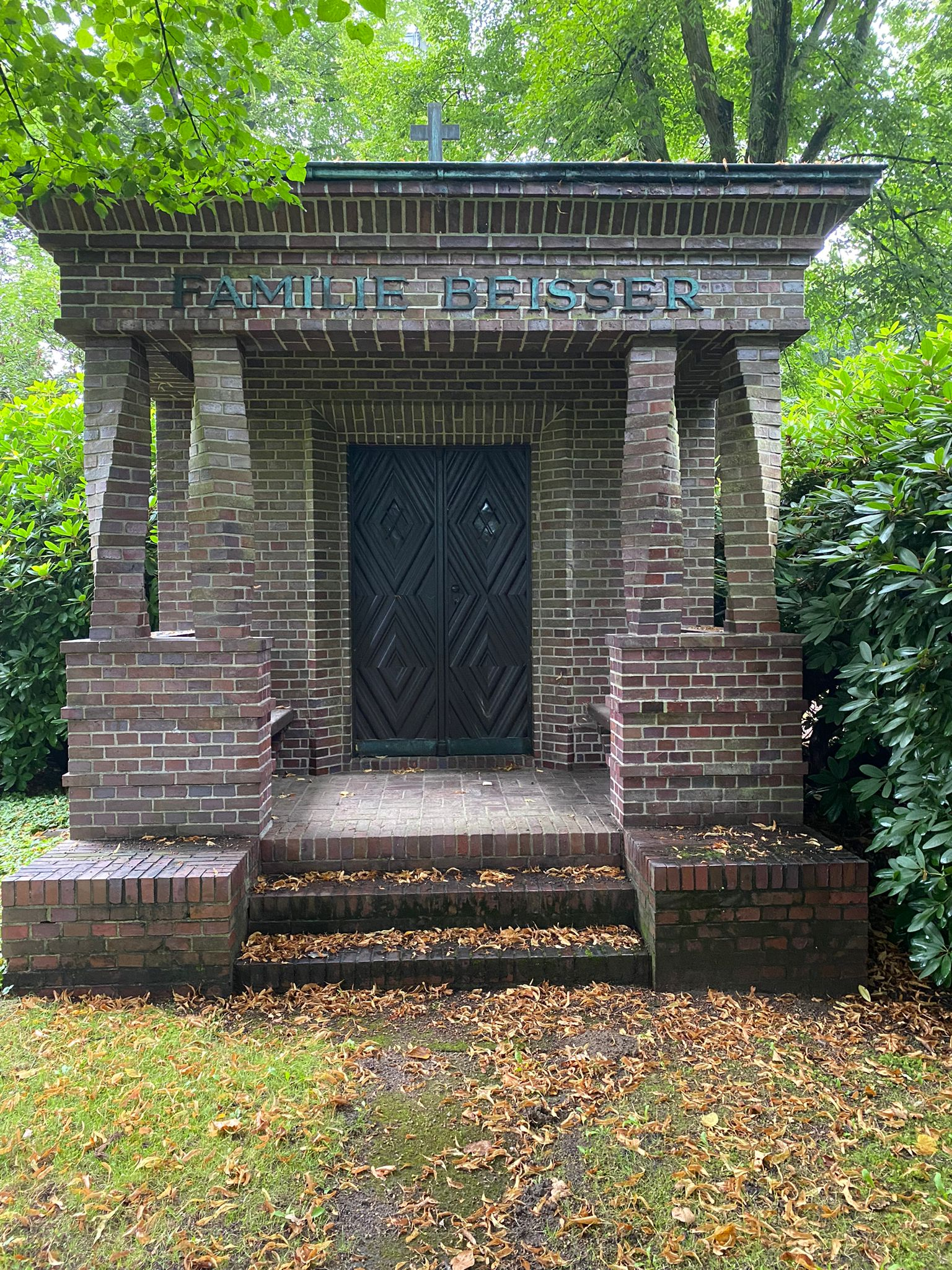
Mausoleum Beisser
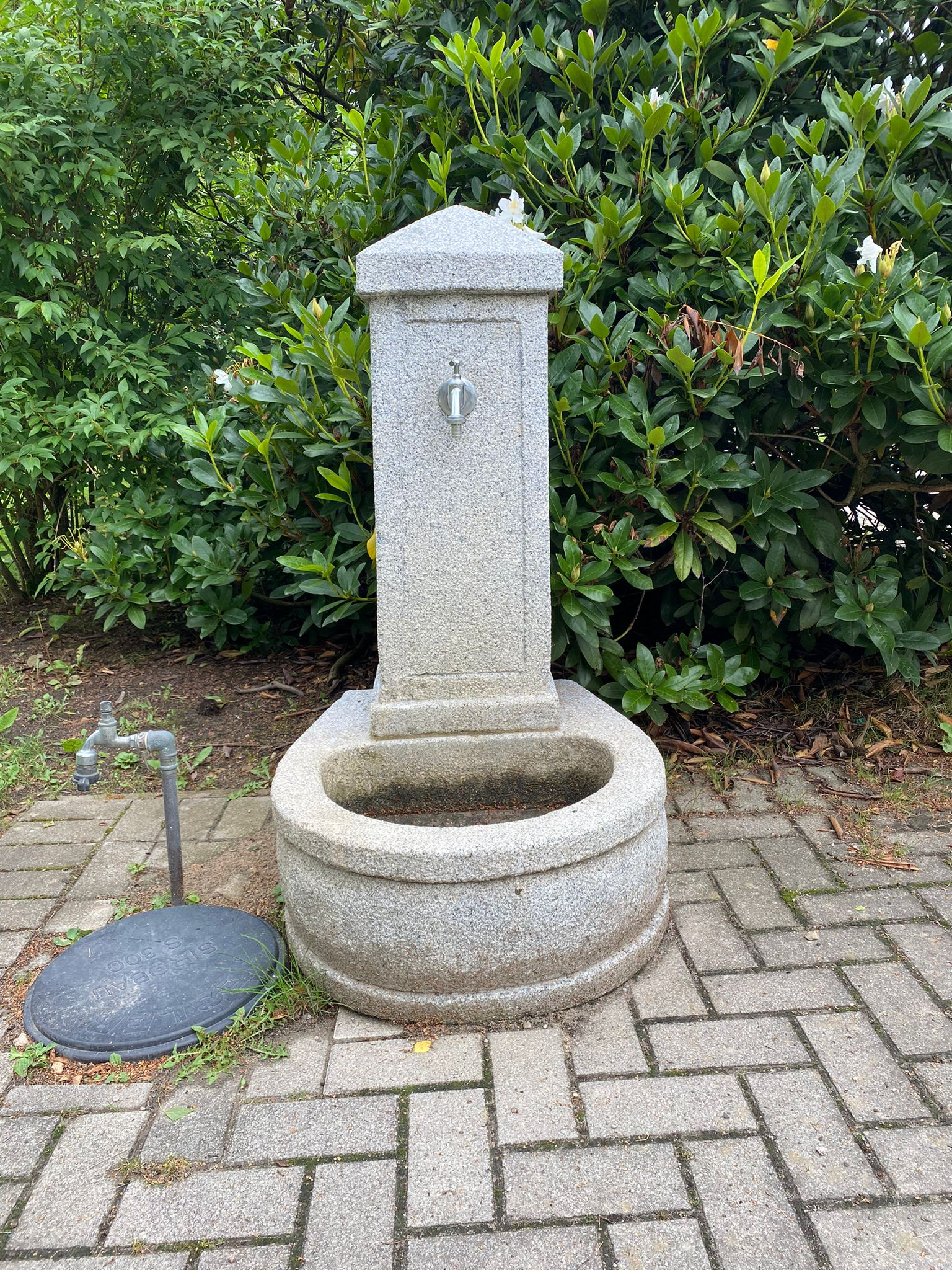
Wasserstelle
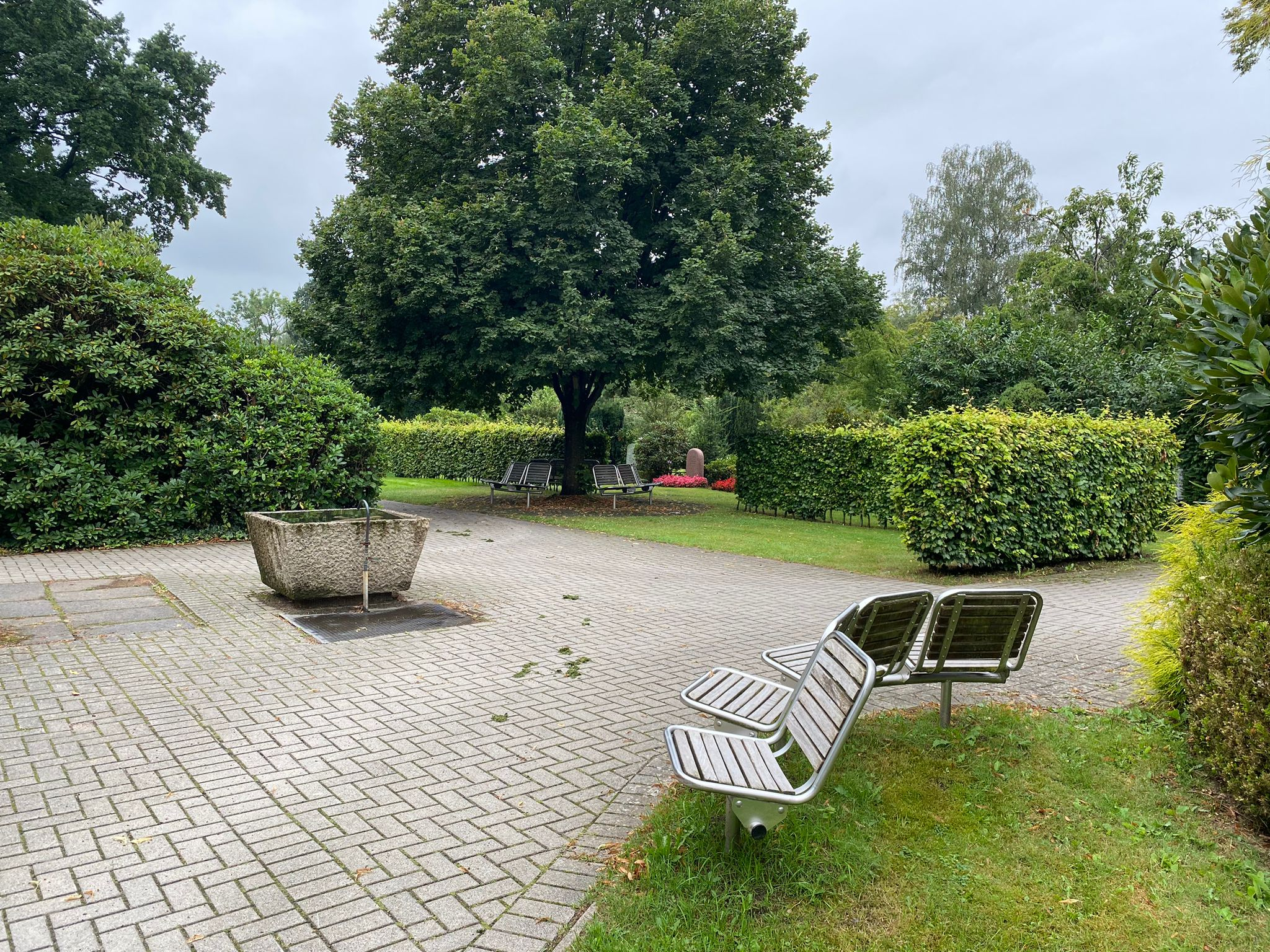
Ruhezone
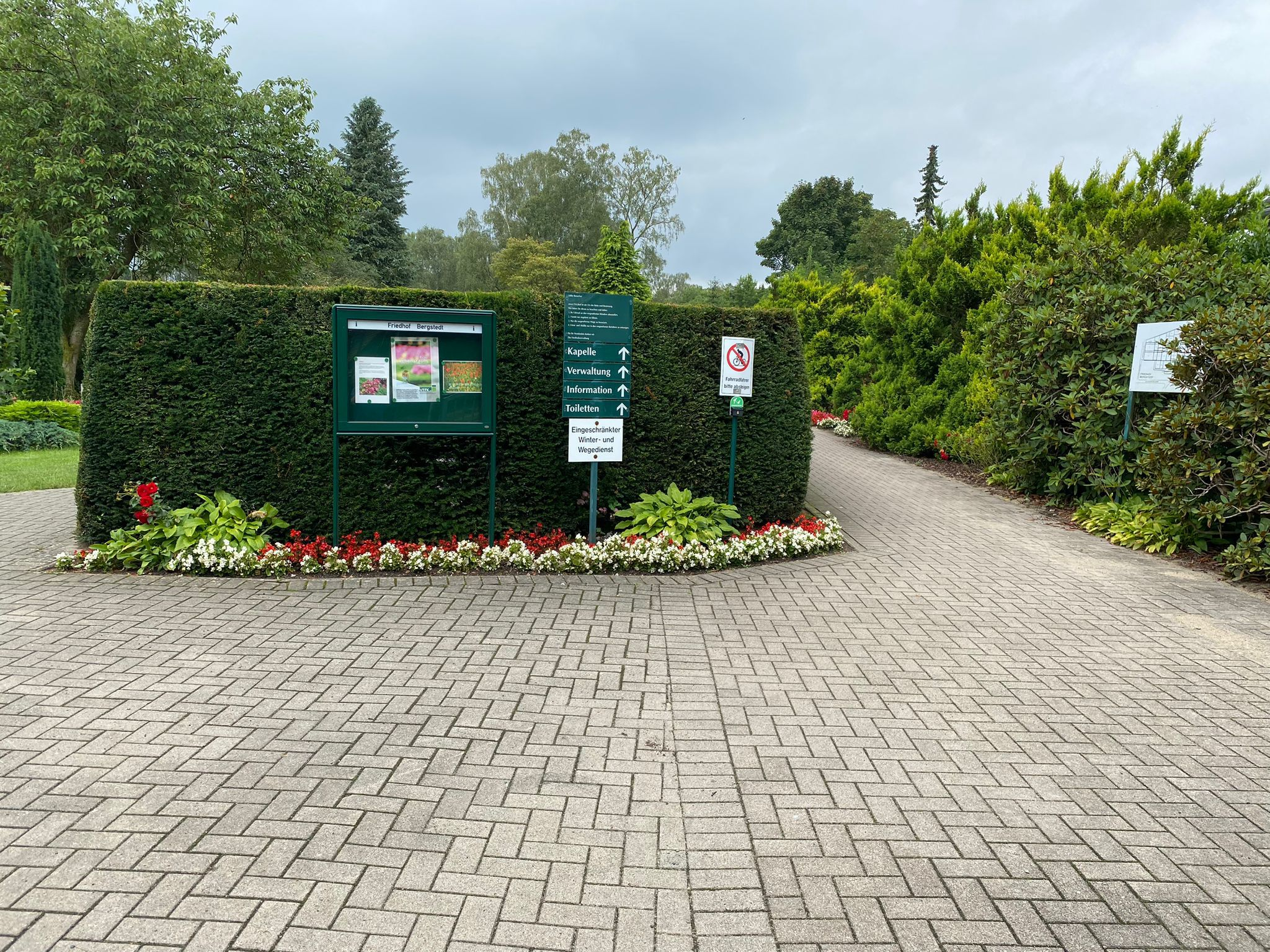
Eingang Osterkampstieg
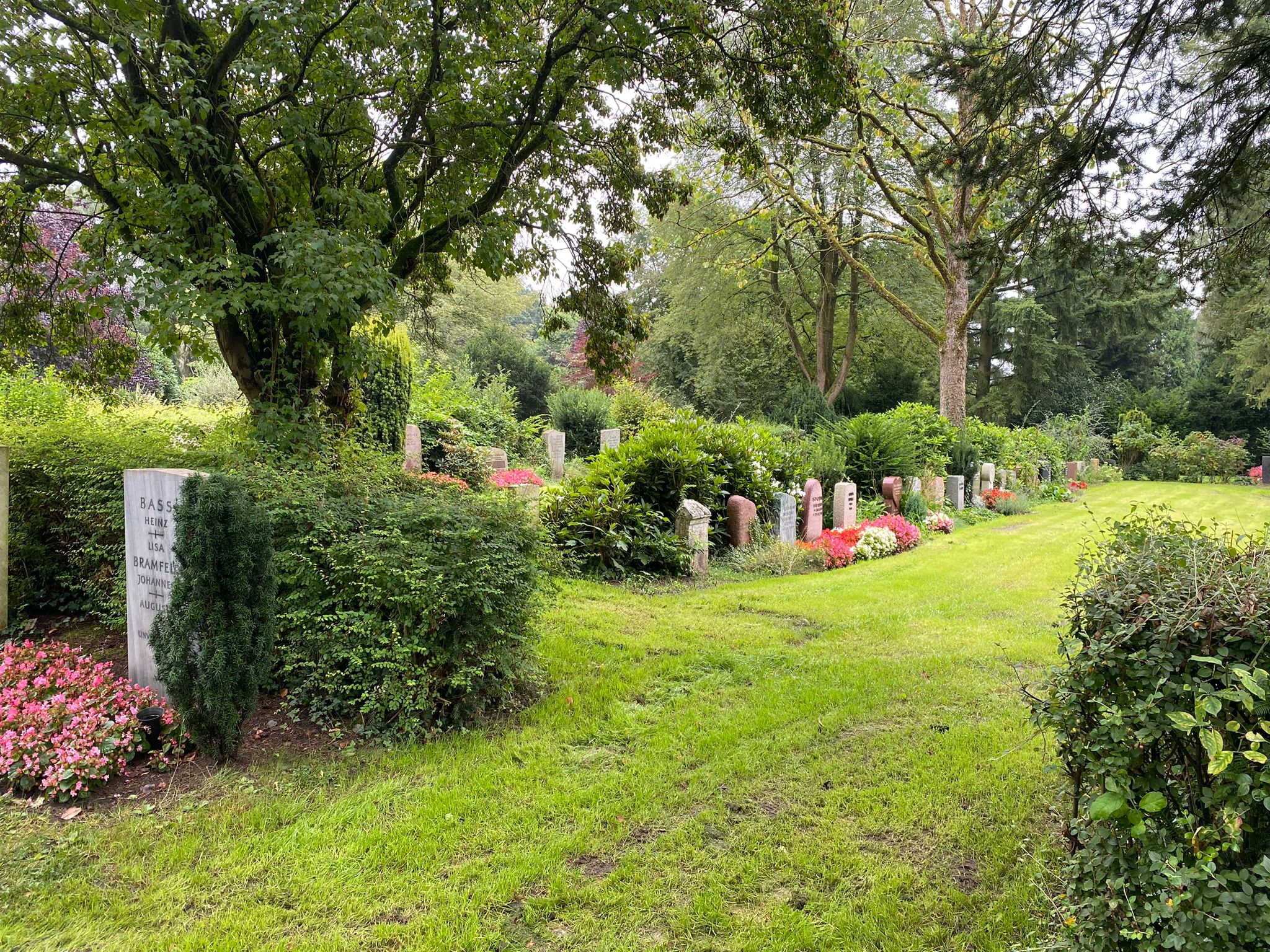
Teilansicht

## Beigesetzte Persönlichkeiten
- Hermine Albers (1894–1955), Sozialwissenschaftlerin (die Grabstätte existiert nicht mehr)
- Egon Backhaus (1927–2002), Geologe
- Anne-Eva Brauneck (1910–2007), Strafrechtlerin und Kriminologin
- Hans Fahning (1925–2003), Wirtschafts- und Politikwissenschaftler
- Ludwig Frahm (1856–1936), niederdeutscher Autor
- Otto Grim (1911–1994), Schiffbauingenieur
- Hans Hansen Palmus (1901–1989), niederdeutscher Heimatdichter
- Walter Harm (1897–1964), Politiker
- Hans-Hermann Hartwich (1928–2018), Politikwissenschaftler
- Hildegarde Haslinger (1898–1976), Ärztin
- Otto Henneberg-Poppenbüttel (1905–1986), Landwirt und Politiker
- Hein ten Hoff (1919–2003), Boxer
- Werner Knothe (1900–1967), Röntgenologe
- Hans-Georg Kuhn (1924–2018), Gewerkschafter und Politiker
- Heinrich Kunstmann (1900–1964), Internist und Politiker
- Giulio Panconcelli-Calzia (1878–1966), Phonetiker
- Kurt Pawlik (1934–2022), Psychologe
- Franco Reither (1945–2014), Wirtschaftswissenschaftler
- Erhard Rittershaus (1931–2006), Manager und Politiker
- Rudolf Roß (1872–1951), Politiker, Erster Bürgermeister Hamburgs 1930/31
- Gustav Schiefler (1857–1935), Richter, Kunstsammler, Mäzen und Kunstkritiker
- Theodor Uppenkamp (1923–2002), Fußballspieler
- Horst Wende (1919–1996), Orchesterleiter, Komponist, Arrangeur und Akkordeonist
- Fritz Wilkening (1926–2016), Erziehungswissenschaftler